# Damníkov
Damníkov – wieś oraz gmina, położona w kraju pardubickim, w powiecie Ústí nad Orlicí, w Czechach.

## Atrakcje
- Kościół św. Jana Chrzciciela
- Fara
- Kolumny św Prokopa i J. Nepomucena z XVIII wieku.